# عبد الرزاق الصانع
عبد الرزاق عبد الحميد الصانع مواليد دولة الكويت (1928 - 7 ديسمبر 2009)، نائب سابق في مجلس الامة الكويتي، شارك في انتخابات مجلس الأمة الكويتي عام 1975 عن الدائرة الخامسة كيفان ونال (942) صوت، وحصل على المركز الثاني ونجح بالانتخابات، كما شارك في انتخابات مجلس الأمة الكويتي عام 1981 عن الدائرة الرابع عشر أبرق خيطان ونال (306) صوت، وحصل على المركز الثاني ونجح بالانتخابات.